# Parkulampi
Parkulampi är en sjö i kommunen Rantasalmi i landskapet Södra Savolax i Finland. Arean är 40 hektar och strandlinjen är 2,55 kilometer lång. Sjön  ingår i Vuoksens huvudavrinningsområde.   Den ligger omkring 69 kilometer nordöst om S:t Michel och omkring 270 kilometer nordöst om Helsingfors. 